# 2 Dywizjon Artylerii Konnej

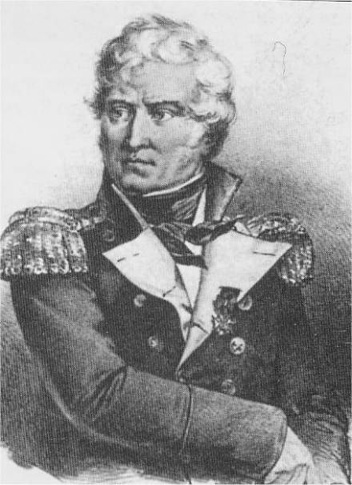
Józef Sowiński, patron 2 dywizjonu artylerii konnej

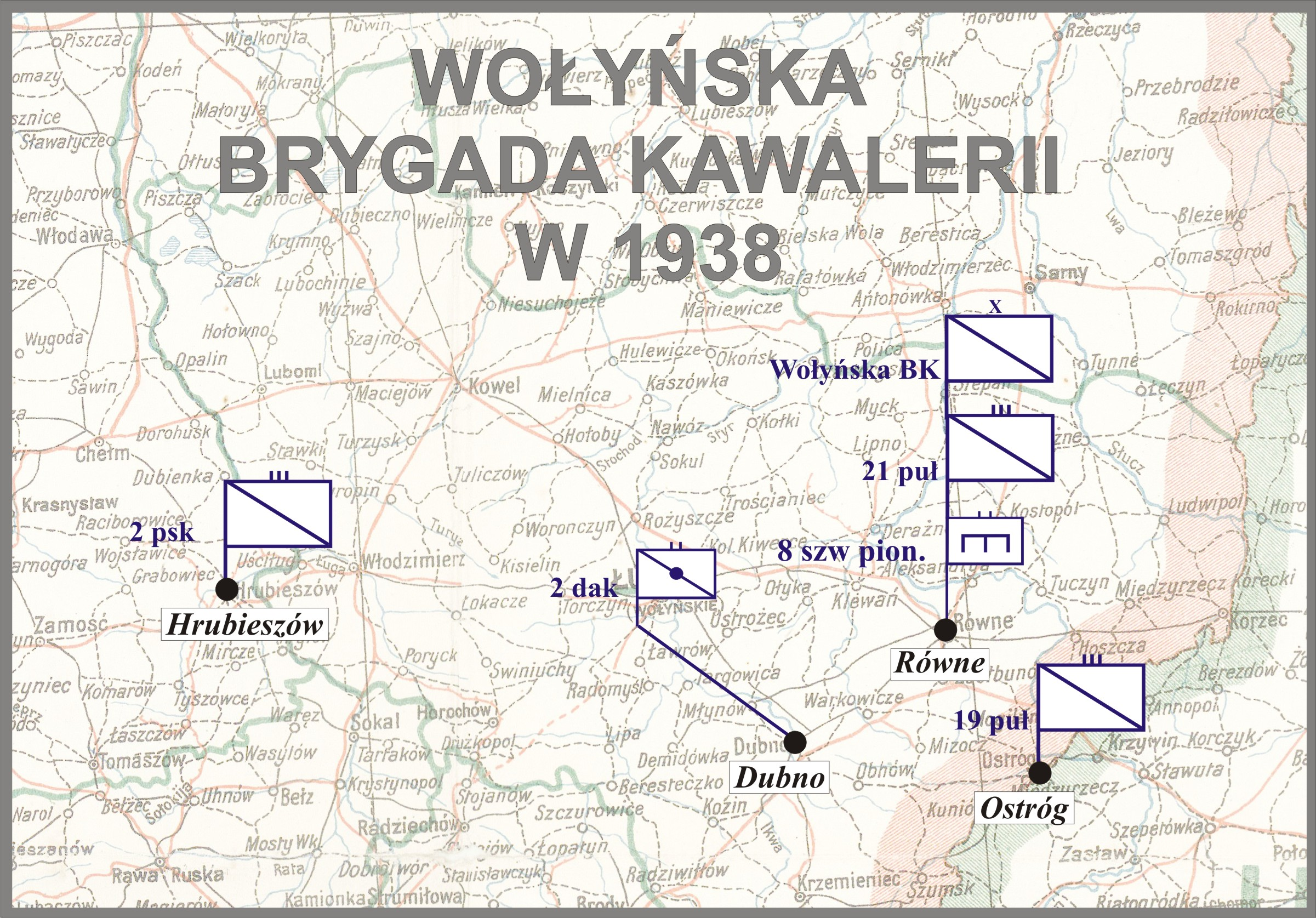
Wołyńska BK w 1938

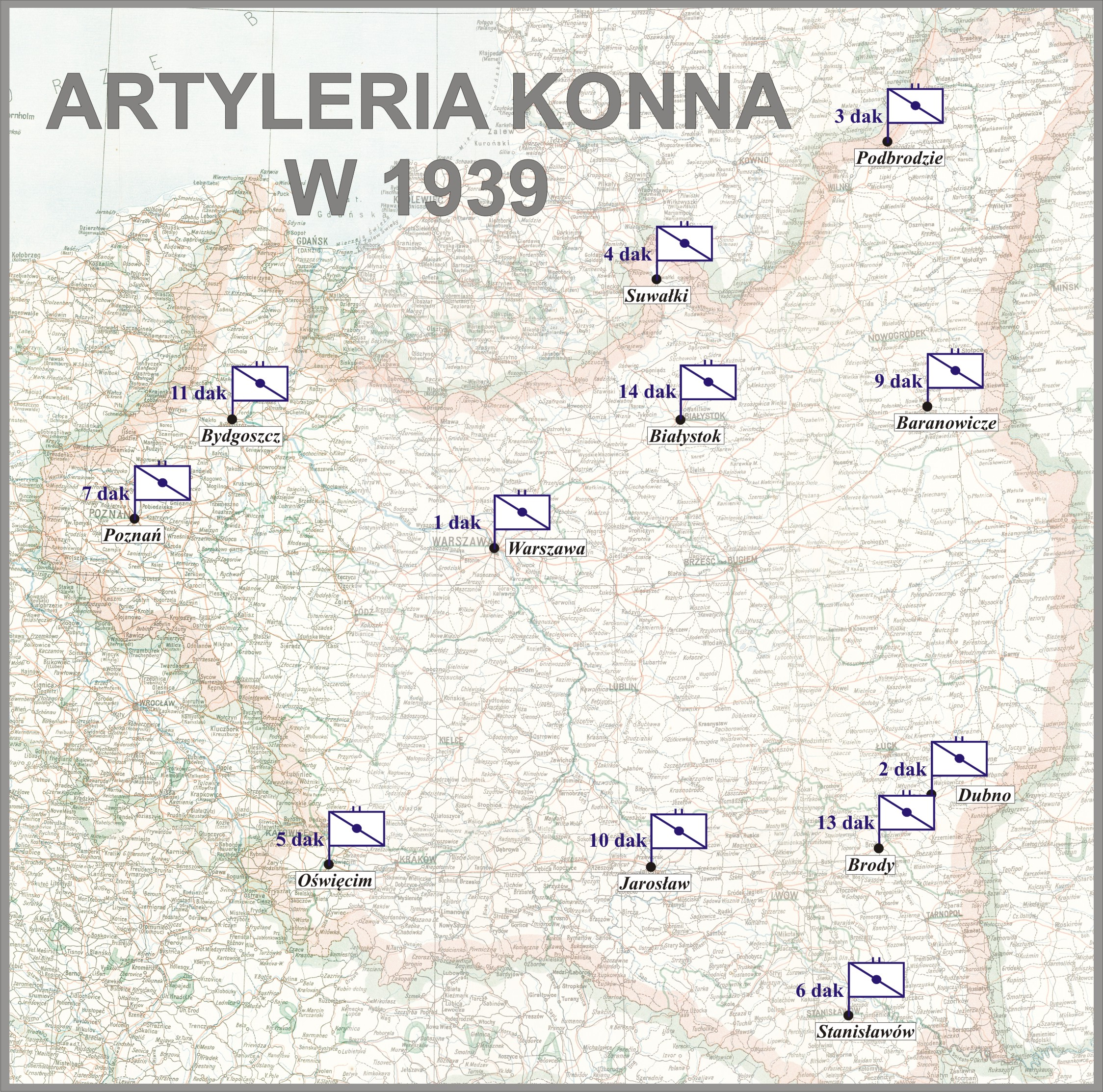
Artyleria konna Wojska Polskiego w 1939 przed wybuchem II wojny światowej

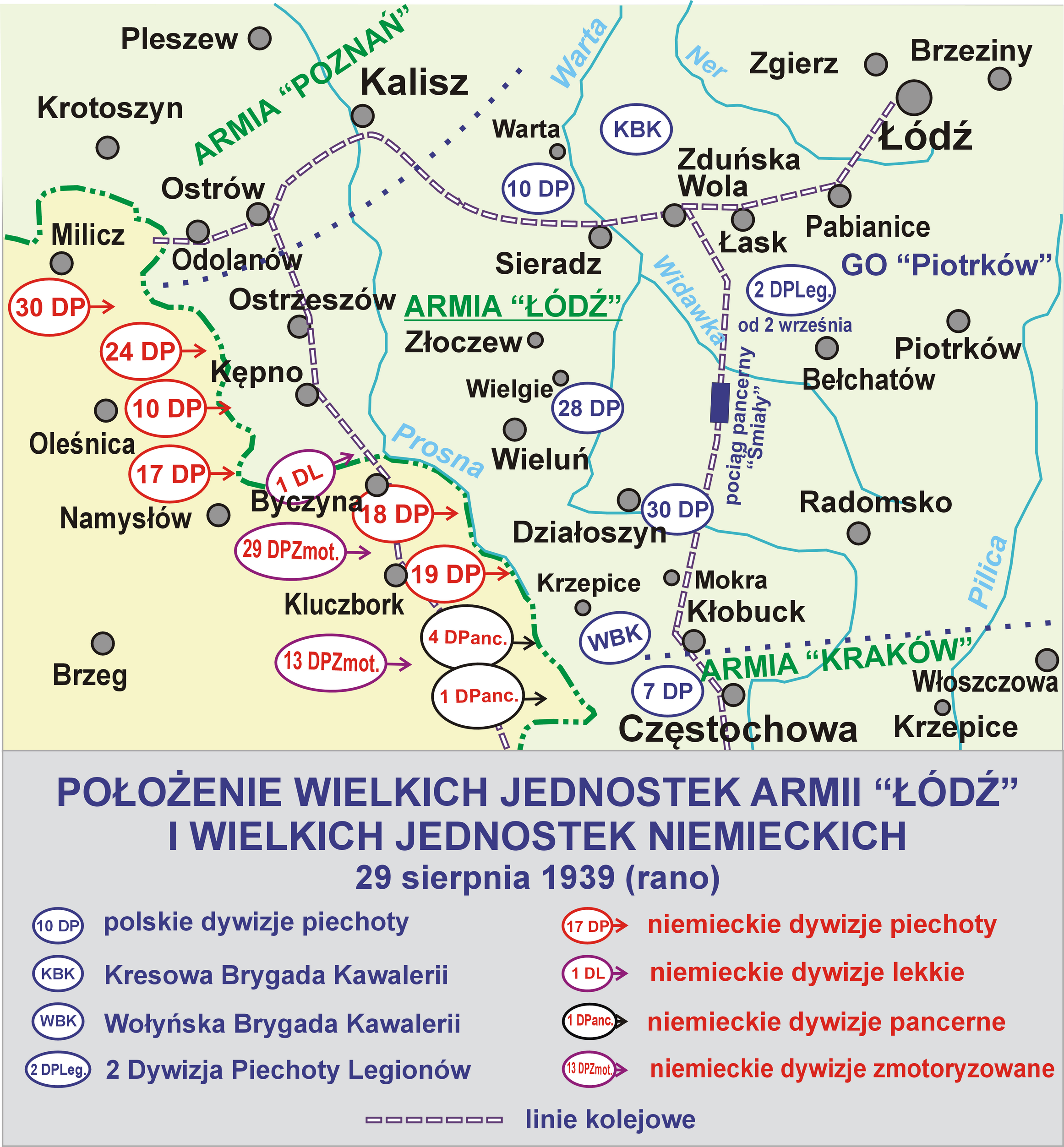
Dywizjon walczył w składzie Wołyńskiej BK

2 Dywizjon Artylerii Konnej im. gen. Józefa Sowińskiego (2 dak) – pododdział artylerii konnej Wojska Polskiego w II Rzeczypospolitej.

## Historia dywizjonu
Dywizjon został sformowany 30 lipca 1919 roku na bazie kadry 2 baterii 1 dak.
Do 1939 roku stacjonował w garnizonie Dubno, na terenie Okręgu Korpusu Nr II (pierwotne miejsce postoju – Łomża). W 1921 roku funkcjonował w strukturze 1 pułku artylerii konnej. Od 1929 roku pod względem wyszkolenia dywizjon podlegał dowódcy 2 Grupy Artylerii.
W 1937 otrzymał imię generała Józefa Sowińskiego.
W kampanii wrześniowej 1939 dywizjon, liczący trzy baterie, walczył w składzie Wołyńskiej Brygady Kawalerii. 1 września wspierał oddziały brygady w bitwie pod Mokrą. Za kampanię dywizjon został odznaczony orderem Virtuti Militari.

Obsada personalna w 1939
| Obsada personalna i struktura organizacyjna w marcu 1939 |                                                  |
| Stanowisko                                               | Stopień, imię i nazwisko                         |
| dowódca dywizjonu                                        | ppłk Jan Olimpiusz Kamiński                      |
| I z-ca dowódcy                                           | mjr Tadeusz Smyczyński                           |
| adiutant                                                 | kpt. Józef Stojewski-Rybczyński                  |
| lekarz medycyny                                          | por. lek. Stanisław Marian Postula               |
| lekarz weterynarii                                       | kpt. Rudolf Piotr Kurczab                        |
| oficer zwiadowczy                                        | por. Kazimierz Józef Jan Wakaiski                |
| II z-ca dowódcy [kwatermistrz]                           | kpt. adm. (art.) Tadeusz Pluciński †1940 Charków |
| oficer mobilizacyjny                                     | por. Eliasz Bujnicki †1940 Charków               |
| oficer administracyjno-materiałowy                       | kpt. Mieczysław Sokołowski                       |
| oficer gospodarczy                                       | por. int. Józef Kohotek                          |
| oficer żywnościowy                                       | por. Franciszek Morawski                         |
| dowódca plutonu łączności                                | por. Mieczysław Ostrowski                        |
| dowódca szkoły podoficerskiej                            | kpt. Jerzy I Kowalski                            |
| z-ca dowódcy                                             | ppor. Kazimierz Andruszewski                     |
| dowódca plutonu                                          | ppor. Witold Jarosław August Michał Gedroyć      |
| dowódca 1 baterii                                        | kpt. dypl. Marian Zajączkowski                   |
| dowódca plutonu                                          | ppor. Stefan Alfons Radzikowski                  |
| dowódca 2 baterii                                        | kpt. Ryszard Kwiryn Kawecki                      |
| dowódca 3 baterii                                        | por. Stanisław Willibald Pokorny                 |

12 września w skład dywizjonu włączona została 15 bak.

## 2 dak w kampanii wrześniowej

### Mobilizacja
Mobilizacja dywizjonu została ogłoszona w nocy 14 z na 15 sierpnia 1939 roku. 2 dak został zmobilizowany w grupie czerwonej w terminie od A+24, do A+42. Dodatkowo do składu brygady zmobilizowano w czasie A+ 36 i A+44:
- drużynę parkową uzbrojenia nr 241,
- kolumnę taborową kawaleryjską nr 245,
- kolumnę taborową kawaleryjską nr 246.

W ramach mobilizacji powszechnej w II jej rzucie w garnizonie Zamość podjęto czynności związane z mobilizacją Ośrodka Zapasowego Artylerii Konnej nr 2. Z uwagi na wzorowe stawiennictwo 2 dak i pozostałe pododdziały zostały zmobilizowane w 38 godzin. Skład osobowy dywizjonu, to w 60% mniejszości narodowe z Wołynia, głównie Ukraińcy. W dniu 17 sierpnia cały dywizjon został przewieziony trasą kolejową przez Lwów, Kraków, Częstochowę do Radomska. Po wyładowaniu 18 sierpnia dywizjon odmaszerował do miejscowości Brzeziny Nowe, a następnie do Barbarówki. 19 sierpnia zgodnie z rozkazem dowódcy artylerii Grupy Operacyjnej „Piotrków” oficerowie rezerwy odbyli strzelanie. 2 dywizjon artylerii konnej wraz z Wołyńską Brygadą Kawalerii wszedł w skład dowodzonej przez gen. bryg. Wiktora Thommée Grupy Operacyjnej „Piotrków” wchodzącej w skład Armii „Łódź”. Zadaniem brygady była osłona południowego skrzydła armii na odcinku rzeki Warty od ujścia rzeki Liswarty do miejscowości Szczepocice. Zabezpieczenie kierunków na Radomsko i Skarżysko Kamienną oraz utrzymania kontaktu z Armią „Kraków”. 30 sierpnia Wołyńska BK zajęła rejon rejon Miedźno – Mokra- Ostrowy. Dywizjon 31 sierpnia rozwinął się na polanie w okolicach Mokrej i tam osiągnął gotowość bojową.

### Działania bojowe

#### Przygotowania do walk
Dowództwo, zwiad dywizjonu i łączność dywizjonowa zajęły gajówkę na skraju polany Mokra. Z uwagi, że 2 dak miał wspierać 4 pułki kawalerii i 2 bataliony piechoty (11 bs i IV/84 pp) ppłk Jan Kamiński zdecydował, że będzie dowodził osobiście dywizjonem i nie przydzieli baterii do oddziałów.  Dywizjon przygotował zakryte stanowiska ogniowe. Tam opracowano ognie typowe dla prowadzenia obrony stałej. W czasie prac przygotowawczych do przyszłych działań określono dokładnie cele, wstrzelano nastawy do wybranych charakterystycznych punktów terenowych, umożliwiających już w czasie działań bojowych szybkie poprawianie ogni oraz stawianie zapór ogniowych na odcinkach zagrożenia. Były to niezbędne czynności, zwłaszcza w przewidywaniu walki z bronią pancerną. Dywizjon działał całością sił, jako artyleria ogólnego działania, wykonując zadania ogniowe na rzecz całego zgrupowania obronnego. Ugrupowany był na południowym skrzydle zgrupowania kawalerii, między wsiami Mokra II i Mokra III. Część armat ustawiono między zabudowaniami lub w sadzie. Miało to w przyszłości negatywne konsekwencje. Ze stanowisk ogniowych można było prowadzić ogień bezpośredni do 2 km. Przodki dział schowano w lesie, a punkt dowodzenia znajdował się na skraju lasu w leśniczówce we wsi Mokra III. Jego walorem była możliwość prowadzenia obserwacji do 4 km w głąb terenu ku granicy. Kolumna amunicyjna dywizjonu została rozlokowana w lesie, za nasypem kolejowym. Stanowiska ogniowe i punkty obserwacyjne obsadzono o zmroku 31 sierpnia. Punkty obserwacyjne: 1 baterii umieszczono na północnym skrzydle 21 pułku ułanów, 2 baterii w centrum ugrupowania tego pułku, a 3 baterii w rejonie północnego skrzydła IV/84 pułku piechoty.

#### Bój pod Mokrą
1 września o godz.7.00 po wcześniejszym rozpoznaniu lotniczym, zostały zbombardowane stanowiska obronne brygady, w tym punkt obserwacyjny 3 baterii. O godz.7.30 w rejonie wsi Walenczów pojawił się niemiecki patrol pancerny, który ostrzelał wieś, podpalając zabudowania, a następnie ostrzelał uciekającą ludność. Czołgi niemieckie zostały ostrzelane przez 3 baterię, w odwecie artyleria niemiecka ostrzelała punkty obserwacyjne dywizjonu. Wkrótce 1 bateria ostrzelała skutecznie niemiecką kolumnę pancerno-motorową, na drodze z Krzepic wzdłuż rzeki Liswarta. O godz.8.00 z punktu obserwacyjnego 2 baterii, po wstrzelaniu się kierowano ogniem całego dywizjonu na kolumnę ok. 25 czołgów niemieckich we wsi Wilkowiecko. Unieruchomiono 3 czołgi, a oddział czołgów zaniechał przygotowań do natarcia i wycofał się na zachód od Wilkowiecka.  
Na stanowiska 21 puł. uderzyło około 20 czołgów wraz z batalionem piechoty, wał ogniowy 2 dak odciął piechotę od czołgów. Ułani nadwiślańscy odparli natarcie niemieckich czołgów, wraz z baterią 2/2 dak, zniszczyła ona 4 czołgi niemieckie. Dalszy ostrzał niemieckich czołgów, które rozpoczęły odwrót doprowadził do unieruchomienia dalszych 5. O godz.10.00 stanowiska 21 puł. zostały ostrzelane przez niemiecką artylerię, a samoloty niemieckie zaatakowały stanowiska 2 dak. Dywizjon uniknął większych strat. Z punktów obserwacyjnych 2 i 3 baterii, zauważono we wsi Dąbrówka grupę 6 czołgów niemieckich, które ostrzelano przez obie baterie, ostrzał unieruchomiły 2 czołgi. Do południa 2 dak nie był angażowany w większą walkę, wstrzeliwał się jedynie bateriami, w przypuszczalne niemieckie podstawy wyjściowe do natarcia. Po godz.12.00 około 100 niemieckich czołgów, frontalnym natarciem przedarło się przez obronę 21 puł. i znalazło się w rejonie stanowisk baterii 2 dak. Baterie dowodzone przez oficerów ogniowych, podjęły walkę strzelając ogniem na wprost do niemieckich czołgów. Zacięta walka doprowadziła do zniszczenia około 30 niemieckich czołgów, atak został powstrzymany na stanowiskach 2 dak. Kontratak 12 pułku ułanów i ogień jego środków przeciwpancernych pozwolił odrzucić niemieckie natarcie 4 Dywizji Pancernej. Baterie poniosły duże straty osobowe, utracono zniszczoną armatę z 3 baterii i po obsłudze z lkm z każdej baterii. Podjęto uzupełnienie amunicji dla 2 i 3 baterii z kolumny amunicyjnej dywizjonu. W trakcie walki baterii, została zbombardowana kolumna amunicyjna dywizjonu, która poniosła duże straty w ludziach, koniach i w sprzęcie. Ocalało zaledwie 5 jaszczy. 
Około godz.15.00 natarcie czołgów niemieckich wyszło na tyły 2 baterii, zmusiło to baterię do wytoczenia armat i prowadzenia ognia na wprost. Oficer ogniowy podjął decyzję o zmianie stanowisk ogniowych. Gdy zaprzodkowano armaty, podczas zmiany stanowisk I pluton został ostrzelany przez czołgi niemieckie, poległo wielu kanonierów, utracono większość koni. W trakcie walki czołgi niemieckie rozbiły dwie armaty. Dalszy atak niemieckich czołgów powstrzymała reszta 2 baterii i ostrzał 3/2 dak. 3 bateria najbardziej wysunięta w tym etapie walki, została odcięta od toru kolejowego, przez atak pododdziału niemieckich czołgów, z rejonu na południowy zachód od wsi Mokra III. Pojedynek 3 baterii przyniósł zniszczenie kolejnej armaty baterii, wsparcie armat ppanc. 12 puł. i 2 pułku strzelców konnych z rejonu linii kolejowej pozwoliło odeprzeć niemieckie natarcie. Bateria 1/2 dak bardzo dobrze zamaskowana i osłonięta dymem pożarów wsi Mokra II i palących się wozów bojowych ostrzelała następne pododdziały niemieckich czołgów, które wyjechały pomiędzy wsie Mokra II i Mokra I, unieszkodliwiając wiele z nich. Około godz.17.00 wycofano z walki pozostałość baterii 2/2 dak, następnie 3/2 dak, jako ostatnia za linię kolejową magistrali węglowej wycofała się 1/2 dak, tocząc walki w Mokrej II utraciła ciężko uszkodzoną armatę i kolejnych rannych i poległych. W boju 2 dak zadał straty przeciwnikowi w ilości około 45 wozów bojowych, a straty własne to: 27 poległych, 53 rannych i ok. 30 zaginionych, 115 koni utraconych, 5 armat, 9 jaszczy i 4 lkm. W czasie walki okazało się, że ogień pośredni na dużych odległościach do atakujących czołgów był mało skuteczny. 2 dak o zmierzchu odmaszerował w kierunku Ostrowy, gdzie był atakowany przez niemieckie lotnictwo.

#### Walki odwrotowe
2 września dokonano reorganizacji dywizjonu w lesie Łobodno. 2 i 3 bateria posiadały po 2 armaty, natomiast bateria 1 liczyła 3 armaty. Zaprzęgi przy działach zmniejszono do 4 koni. Przed wieczorem w pobliże stanowisk ogniowych 2 dak dotarły pododdziały niemieckie, które zostały ostrzelane na zachód od mostu, pod wsią Gojść koło Ważnych Młynów. Dalszy odwrót w nocy 2/3 września doprowadził do rejonu Łękawy, gdzie na dzień dywizjon w lesie zajął obronę ppanc. Kolejnej nocy 2 dak wraz z macierzystą brygadą dotarł do lasu koło Głupic, gdzie stanął na biwaku 4 września. Nocą 4/5 września został wyznaczony oddział do dokonania natarcia po osi Wygoda-Jeżów-Rozprza, który przeszedł do lasu Graby. W jego skład wszedł 11 batalion strzelców, 2 kompania 2 batalionu czołgów lekkich wsparte baterią 2/2 dak. Bateria zajęła stanowiska ogniowe na północno-wschodnim skraju lasu Graby. Po rozbiciu przez kompanię 2/2 bczl niemieckiej kolumny pancerno-motorowej od strony Woli Krzysztoporskiej. Na Wolę Krzysztoporską przy wsparciu 2/2 dak uderzył z czołgami 11 bs, wieś zdobyto. Po podejściu do lasu Wygoda pomimo wsparcia 2/2 dak natarcie 11 bs zostało załamane. Po zmroku 11 bs z dużymi stratami, pod osłoną obu armat 2 baterii, wycofał się. Nocą 5/6 września 2 dak z Wołyńską BK wycofał się do rejonu Wadlew, gdzie rano 6 września dołączyła 2 bateria z 11 bs. Popołudniem tego dnia zostały zbombardowane przez niemieckie lotnictwo tabory 2 dak. Nocą 6/7 września kolejnym marszem dywizjon wraz z brygadą dotarł do rejonu Żeromin, Zamość. 3 bateria wraz z 19 pułkiem ułanów osłaniała rejon postoju brygady, prowadząc ostrzał zbliżających się oddziałów niemieckich.      

#### Bój pod Cyrusową Wolą
W południe 2 dak wykonał marsz do Andrespola, skąd po krótkim odpoczynku odmaszerowano do lasu na zachód od Woli Cyrusowej, którą osiągnięto rano 8 września. Po dotarciu w nakazany rejon, po otrzymaniu informacji o nadchodzących oddziałach niemieckiej 10 DP, wspartych czołgami. Baterie 2 i 3 zajęły północno-zachodni skraj lasu, gotowe do ostrzału na wprost. Bateria 1 zajęła stanowiska ogniowe na wschodnim skraju lasów, w gotowości do wsparcia ogniem pośrednim na północ i zachód od lasów Cyrusowej Woli. Po zajęciu stanowisk przez baterie 2 i 3, stanowiska obronne na skraju lasu zajęły 21 puł. i 2 psk. O godz.9.00 natarcie wykonała piechota niemiecka wraz z czołgami i samochodami pancernymi. 1 bateria ostrzelała nacierającą piechotę, 2 i 3 bateria niemieckie wozy bojowe, unieruchamiając kilka wozów pancernych. Około godz.12.00 nastąpiło drugie natarcie oddziału niemieckiej 10 DP, wsparte artylerią i atakami lotniczymi na pozycje Wołyńskiej BK. Niemiecka piechota wdarła się do lasu na styk broniących się obu pułków kawalerii. 2/2 dak utraciła obie armaty, uszkodzone na stanowiskach, a obsługi ze stratami odrzucono do tyłu. Kontratak 12 puł. i 19 puł. powstrzymał dalsze posuwanie się niemieckiej piechoty, ale nie pozwolił odzyskać utraconych pozycji. O godz.14.30 jeden z oddziałów niemieckich wdarł się na tyły brygady, do kontrataku wyruszyło dowództwo 2 dak i dowództwa 2 i 3 baterii, ze zwiadowcami i łącznościowcami. W trakcie kontrataku poległo 5 żołnierzy, wśród nich kpt. Ryszard Kawecki, rannych zostało 4 żołnierzy, wśród nich ppłk Jan Kamiński. Po wejściu do walki batalionu 36 pułku piechoty obrona została ustabilizowana. Podczas walk w lasach Cyrusowej Woli baterie 2 i 3 unieruchomiły 6 pojazdów pancernych. Ogółem poległo 13 artylerzystów, a 19 odniosło rany, zaginęło 15 kanonierów i oficer, utracono dwie ostatnie armaty 2 baterii. Rozkazem dowódców GO i armii, nocą 8/9 września Wołyńska BK łącznie z 2 dak, wycofała się za rzekę Mrogę w rejon Przyłęku, a następnie w rejon Chlebowa.      

#### Odwrót
Na postoju w okolicach Chlebowa dokonano reorganizacji 2 dak, rozwiązano 2 baterie, a jej pozostałymi żołnierzami i zaprzęgami uzupełniono baterie 1 i 3. Następnie zgodnie z rozkazem gen. dyw. Juliusza Rómmla nocą 9/10 września Wołyńska BK, a w jej składzie 2 dak odmaszerowały przez Skierniewice do Puszczy Kampinoskiej, rano 10 września osiągnęła rejon wsi Kampinos. Tu przez cały dzień wypoczywał dywizjon i porządkował swoje szeregi. Kolejnej nocy 10/11 września dywizjon w składzie brygady przejechał przez Puszczę Kampinoską i przeprawił się przez most na Wiśle w Nowym Dworze, dotarł rano 11 września do kompleksu lasów w rejonie Jabłonny i Chotomowa. W godzinach popołudniowych 11 września Wołyńska Brygada Kawalerii weszła w skład Grupy Operacyjnej Kawalerii gen. bryg. Władysława Andersa. W nocy 11/12 września brygada dotarła do rejonu Starej Miłosnej. Po południu 12 września w skład 2 dak, włączono 15 baterię artylerii konnej pod dowództwem kpt. Włodzimierza Rakowskiego.           

#### Walki pod Mińskiem Mazowieckim
Wieczorem 2 dak otrzymał rozkaz wsparcia od świtu 13 września, oddziałów Wołyńskiej BK i oddziałów przydzielonych w natarciu na Mińsk Mazowiecki. Nocą 12/13 września jako pierwsza wyruszyła 3 bateria, która miała wesprzeć natarcie 19 puł. wzdłuż szosy brzeskiej. O godz.6.00 13 września na stanowiska wyruszyła reszta 2 dak. 1 bateria miała zadanie wesprzeć 12 puł. i 21 puł., które miały działać na skrzydło i tyły niemieckiego zgrupowania broniącego Mińska Mazowieckiego, jako grupa manewrowa. Natarcie 19 puł. z 3/2 dak wyruszyło o godz.9.00 i zaległo o godz.10.00 przed wsią Choszczówka. Wprowadzono do akcji opóźnione bataliony III/205 pułku piechoty i 103 rezerwowy batalion strzelców, wsparte ogniem 15 bak, doprowadziło do zajęcia wsi Choszczówka o godz.13.00. Po zdobyciu miejscowości dalsze natarcie obu batalionów zostało zatrzymane. O godz.15.00 na Choszczówkę wyszedł niemiecki kontratak, który pomimo wsparcia obu batalionów przez 3/2 dak i 15 bak odbił miejscowość. Silny ostrzał artylerii niemieckiej trafił w punkt obserwacyjny 3 baterii, gdzie zostało rannych kilku kanonierów. 1/2 dak wraz z grupą manewrową dotarła do wsi Cyganka, gdzie wsparła ułanów podczas jej zdobycia. Artyleria niemiecka skutecznie ostrzelała stanowiska ogniowe i punkt obserwacyjny 1 baterii, powodując straty 4 rannych kanonierów, 3 koni zabitych, uszkodzona została armata. Dalsze natarcie grupy manewrowej zostało zatrzymane. Po południu niemiecki kontratak odbił wieś Cyganka. Ponowne natarcie ułanów przy wsparciu 1 baterii doprowadziło do odzyskania wsi. Późnym popołudniem, niemiecka piechota ostatecznie zajęła wieś Cyganka.            
Z uwagi na zaniechanie dalszego natarcia, Wołyńska BK wieczorem odskoczyła w tył. Podczas marszu zatłoczonymi drogami w nocy 13/14 września doszło do rozdzielenia się brygady i dywizjonu na dwie grupy. W grupie gdzie znalazło się dowództwo brygady znalazła się 3/2 dak, 15 bak oraz dowództwo dywizjonu. W drugiej grupie znalazła się 1/2 dak wraz z 12 puł. i częścią 21 puł. dotarła do Wólki Mlądzkiej, gdzie miało być pierwotne miejsce zbiórki brygady. Dowództwo grupy objął ppłk Kazimierz Suski de Rostwo. Grupa wyruszyła w kierunku na Kołbiel, lecz przy moście na Świdrze została ostrzelana, podjęte kilkakrotnie natarcia grupy nie uzyskały powodzenia, dysponująca 2 armatami i 28 pociskami 1 bateria, nie była w stanie udzielić skutecznego wsparcia, atakującym ułanom. Grupa wieczorem podjęła marsz w kierunku Warszawy. Podczas formowania kolumny marszowej 1 baterii, o godz.3.00 15 września nastąpił atak ogniowy niemieckiej piechoty. W jego wyniku bateria z dwoma armatami uskoczyła do lasu, a wraz kilkoma rannymi kanonierami i z częścią taboru baterii, ranny kpt. Mieczysław Sokołowski dostał się do niewoli. 1/2 dak dotarła do Warszawy, tam weszła w skład Oddziału Konnego mjr. Józefa Juniewicza.              

#### Walki w rejonie Warszawy
Oddział mjr. Józefa Juniewicza patrolował lewe wybrzeże Wisły od Łomianek, a następnie działał w rejonie Palmir, w osłonie składów amunicyjnych i dróg z Palmir do Warszawy. Od 19 września wszedł w skład Grupy Palmiry płk. Juliana Skokowskiego. Pozostałością 1 baterii dowodził ppor. rez. Kazimierz de Pourbaix. 1 bateria wraz oddziałem mjr. Juniewicza uczestniczyła w odpieraniu niemieckich natarć w rejonie Kaliszki, Adamówek, Janówek w dniach 20 i 21 września. 22 września oddział mjr. Juniewicza z 1 baterią nacierał jako straż przednia wzdłuż szosy Palmiry-Łomianki-Warszawa. O świcie bateria wsparła ogniem artyleryjskim natarcie oddziału na Łomianki, po zaciętej walce oddział i bateria 1/2 dak zakończyła swoje istnienie.

#### Dalszy odwrót na Lubelszczyznę
Reszta 2 dak wraz z głównymi siłami Wołyńskiej BK 14 września w południe dotarła do lasów na północ od Łaskarzewa, skąd rozkazem płk. Juliana Filipowicza skierowano do Rawskiej Woli. Po nakarmieniu żołnierzy i koni, podjęto marsz nocny 14/15 września przez Łaskarzew, Gończyce, Moszczenkę i przeprawę na rzece Wieprz pod Baranowem. Ostatecznie po południu 15 września resztki 2 dak dojechały do lasu na zachód od Łysobyków. Tam wypoczywał, wymienił konie, przeznaczając najsilniejsze do 3 baterii, zlikwidowano część kolumny amunicyjnej. Po wypoczynku 17 września wieczorem wyruszyły pozostałości 2 dak poprzez Michów, Gołąb, Kozłówkę docierając rano 18 września do rejonu Niemce, Starościn. Kolejny nocny marsz 18/19 września wykonano w kierunku Łęcznej. Osiągnięto rejon Rejowca, gdzie brygada była atakowana przez lotnictwo niemieckie, na stacji w Rejowcu uzupełniono z porzuconych transportów kolejowych żywność. 19/20 września osiągnięto rejon Przewala niedaleko Komarowa.      

#### Udział w bitwie pod Tomaszowem Lubelskim
20 i 21 września dywizjon i cała GO Kaw. odpoczywała i przygotowywała się do uderzenia w kierunku Suchowola-Krasnobród. Nocą 21/22 września 3 bateria towarzyszyła grupie uderzeniowej Wołyńskiej BK w natarciu na Józefów i Majdan Krynicki. Nad ranem 21 września bateria 3/2 dak wsparła 19 puł. przy odparciu niemieckiego kontrataku oddziału zmotoryzowanego, zniszczono 2 samochody i jeden samochód pancerny w rejonie Majdanu Krynickiego. Tego dnia do 2 dak dołączyła pozostałość 1 baterii 13 dywizjonu artylerii konnej. Działon z armatą i najlepsze konie wzmocniły 3 baterię 2 dak. 22 września ze stanowisk ogniowych w Zubowicach 3/2 dak przez 30 minut ostrzeliwała na podstawie mapy, cele wskazane przez dowództwo Wołyńskiej BK. Zwiad dywizjonu pod dowództwem kpt. Józefa Stojewskiego-Rybczyńskiego zajął dwa porzucone w bagnistej łące niemieckie czołgi, w których znaleziono wojskowe mapy polskie, czołgi spalono.     

#### Jacnia
23 września 2 dak kontynuował marsz Bożą Wolę i Suchowolę. Po dotarciu w okolice Jacni, o godz.14.00 3 bateria zajęła stanowiska ogniowe na skraju lasu koło Domu Wypoczynkowego Policji Państwowej skąd prowadziła wsparcie ogniowe natarcia kawalerii z Wołyńskiej i resztek Kresowej Brygad Kawalerii na Jacnię. Wsparcia udzieliła podporządkowana 15 bak. Kawalerzyści opanowali Jacnię. Maszerująca przez Jacnię za szwadronami 2 psk, 15 bateria wraz z dowództwem 2 dak wsparła natarcie 2 psk na kolumnę zmotoryzowaną i jednym plutonem ostrzelała stanowiska piechoty na wzg. 329. Obok 15 baterii, wkrótce zajęła stanowiska 3/2 dak, wspólnym ostrzałem wsparły natarcie zbiorczego dywizjonu Kresowej Brygady Kawalerii i 2 psk. Nacierające słabe liczebnie szwadrony dotarły do miejsca postoju niemieckiej kolumny zmotoryzowanej zniszczyły kilka pojazdów ciężarowych, lecz dalsze ich natarcie zostało powstrzymane. Dalsze natarcie podjęła Zbiorcza Brygada Kawalerii płk. Adama Bogorii-Zakrzewskiego, 8 pułkiem ułanów i Warszawskim pułkiem ułanów w I rzucie. Natarcie prowadziły również resztki Wołyńskiej BK i 2 dak. Z oficerów i żołnierzy dowództwa 2 dak kpt. Stojewski-Rybczyński, sforował pluton pieszy artylerzystów konnych, który brał udział w natarciu pod Jacnią. Natarcie obu brygad początkowo osiągnęło sukces, lecz około godz.13.30 zaczęło zalegać pod ogniem niemieckiej obrony. Około godz.14.00 nawały ogniowe niemieckiej artylerii ogarnęły zgromadzonych koniowodnych i tabory brygad: Wołyńskiej, Kresowej, Zbiorowej i 4 pułku strzelców konnych, które zdezorganizowały natarcie. Pluton spieszony 2 dak poniósł straty kilku poległych i kilku rannych artylerzystów wśród nich 2 oficerów. Pod ostrzałem niemieckiej artylerii znalazły się baterie 3/2 dak i 15 bak. Baterie osłaniały odwrót kawalerzystów swoim ostrzałem i czasowo powstrzymując ścigające pododdziały niemieckie. Jednocześnie ostrzał niemieckiej artylerii skoncentrował się na 3 baterii, która została około godz.16.30 rozbita, poległo dwóch kanonierów reszta rozbiegła się, wybito i raniono większość jej koni. Armaty zostały rozbite lub uszkodzone. Bateria przestała istnieć. Około godz.18.00 ppłk Jan Kamiński zebrał resztki dywizjonu w sile około 100 żołnierzy i 15 bak w rejonie Kolonii Niemirówek.    
Na rozkaz przekazany przez mjr. dypl. Wilhelma Lewickiego, zdemontowano armaty i jaszcze 15 baterii oraz je zatopiono w rzece Wieprz i Jacynce. Utworzono oddział konny ppłk Jana Kamińskiego, który po przeprawie przez Wieprz, po moście w Dominikanówka podjął marsz w rejon miejscowości Nowiny, celem dołączenia do GOKaw. gen. Andersa. Podczas przekraczania drogi na wschód od miejscowości Podklasztor, oddział ppłk. Kamińskiego stoczył potyczkę z niemiecką kolumną pancerno-motorową, ze strata kilku artylerzystów, oddział przebił się do lasu w rejonie stacji kolejowej Długi Kąt. 24 września oddział konny 2 dak dołączył do GOKaw. gen. Andersa. Oddział ppłk. Kamińskiego wszedł w skład Brygady Kawalerii Kresowa II płk. dypl. Jerzego Grobickiego. Nocnym marszem 24/25 września dotarł do wsi Horyniec. Po rozpoznaniu dalszej drogi marszu na południe w kierunku granicy węgierskiej, kolejnej nocy 25/26 września wraz II Kresową BK oddział dotarł do wsi Rogoźno. Po odpoczynku dziennym podjęto dalszy marsz nocny 26/27 września w rejonie miejscowości Medyka-Szechnia, stoczył potyczkę z oddziałami sowieckimi. Zgodnie z wcześniejszym rozkazem gen. Andersa oddział podjął przebijanie się na południe samodzielnie. Oddział w trakcie marszu znacznie zmniejszył swój skład osobowy. Po dotarciu w rejon miejscowości Stroniowice, grupa ppłk. Jana Kamińskiego po krótkim odpoczynku, w marszu została otoczona przez niemiecki batalion piechoty i szwadron kawalerii. Do niewoli  dostało się 10 oficerów i 40 kanonierów i podoficerów.   

### Oddział Zbierania Nadwyżek 2 dak
Po zmobilizowaniu 2 dak i jego wyjeździe w kierunku granicy zachodniej, w koszarach 2 dak pozostała grupa nadwyżek osobowych, spośród oficerów i podoficerów zawodowych i dużej grupy rezerwistów. Dowództwo nad nadwyżkami 2 dak przejął kpt. Tadeusz Pluciński. Jednocześnie w ostatnich dniach sierpnia, do koszar 3 pułku artylerii lekkiej Legionów została wysłana grupa oficerów i podoficerów mająca przygotować mobilizację Ośrodka Zapasowego Artylerii Konnej nr 2. Jednocześnie po rozpoczęciu mobilizacji powszechnej, zebrano nadwyżki osobowe i sprzętowe oraz konie i transportem kolejowym 2 września przewieziono je z Dubna do Zamościa. OZN 2 dak został wcielony w skład OZAK nr 2 i dzielił z nim dalsze losy. 10/11 września Ośrodek wymaszerował na wschód, w rejon Poniczów, skąd wysłano jeden z działonów OZAK nr 2 w rejon Włodzimierza Wołyńskiego do walki z oddziałami 4 Dywizji Lekkiej.  18 września OZN 2 dak dotarł w pobliże miejscowości Kisielin, Rożyszcze. Atakowany w marszu przez sowieckie lotnictwo oddział wycofał się w kierunku rzeki Bug. 25 września pozostałości OZAK nr 2 weszły w skład grupy płk. Leona Koca, stoczył walki w rejonie Janowa Lubelskiego i wraz grupą płk. Koca skapitulował 2 października. Pluton marszowy 2 dak został zmobilizowany przez 6 dywizjon artylerii konnej, pod dowództwem ppor. rez. Zbigniewa Lityńskiego.   

### Obsada dowódcza 2 dak 1 września 1939
Dowództwo
- dowódca dywizjonu – ppłk art. Jan Olimpiusz Kamiński
- adiutant – kpt. Józef Stojewski-Rybczyński
- oficer zwiadowczy – por. Franciszek Morawski
- oficer obserwacyjny – por. rez. Andrzej Maria Komornicki
- dowódca plutonu łączności – por. Mieczysław Ostrowski
- oficer broni i gazu – ppor. Kazimierz Andruszewski
- oficer łącznikowy – ppor. rez. Piotr Sumiński
- oficer żywnościowy – ppor. rez. Zygmunt Antoni Radzymiński
- lekarz – por. lek. dr Stanisław Postuła
- lekarz weterynarii – kpt. lek. wet. dr Rudolf Piotr Kurczab
- płatnik – ppor. rez. Stanisław Przyborowski
- dowódca kolumny amunicyjnej – ppor. rez. Władysław Bielawski

1 bateria
- dowódca – kpt. Mieczysław Sokołowski (r.15 IX 1939), ppor. rez. Kazimierz Pourbaix[25]
- oficer ogniowy – ppor. Witold Giedroyć
- oficer zwiadu – ppor. rez.  Kazimierz de Pourbaix
- dowódca I plutonu – ppor. rez. Konstanty Campioni
- dowódca II plutonu – ppor. rez. Stanisław Poller

2 bateria
- dowódca – kpt. Ryszard Kwiryn Kawecki (+8 IX 1939)
- oficer ogniowy – ppor. Stefan Radzikowski
- oficer zwiadu – ppor. rez. Włodzimierz Romanów
- dowódca I plutonu – ppor. rez. Kamil Kazimierz Józef de Pourbaix
- dowódca II plutonu – ppor. rez. Antoni Orłowski

3 bateria
- dowódca – por. Kazimierz Wakalski
- oficer ogniowy – por. Stanisław Pokorny
- oficer zwiadu – ppor. Józef Wójcik
- dowódca I plutonu – ppor. rez. Wiktor Bagiński
- dowódca II plutonu – plut. pchor. rez. Zdzisław de Pourbaix

W dywizjonie służył w 1939 r. jako bombardier podchorąży Zdzisław Jeziorański (Jan Nowak-Jeziorański) i przeszedł cały szlak bojowy dywizjonu. Do niewoli niemieckiej dostał się dopiero na Wołyniu.

## Symbole dywizjonu
Sztandar
Nadanie sztandaru i zatwierdzenie jego wzoru ujęte zostało w Dodatku Tajnym nr 3 do Dziennika Rozkazów MSWojsk. z 17 lutego 1938. Sztandar ufundowany przez Związek Ziemian w Łucku, wręczył dywizjonowi marszałek E. Rydz – Śmigły w Zamościu 17 lipca 1938.

Sztandar został wykonany zgodnie z wzorem określonym w Dekrecie Prezydenta Rzeczypospolitej Polskiej z 24 listopada 1937 o znakach wojska i marynarki wojennej  opublikowanym w Dzienniku Ustaw Rzeczypospolitej Polskiej nr 5 z 28 stycznia 1938.
Na prawej stronie płata znajdował się amarantowy krzyż, w środku którego wyhaftowano orła w wieńcu z wawrzynu. Na białych polach, pomiędzy ramionami krzyża, znajdowały się cyfry 2 w mniejszych wieńcach z wawrzynu.
Odznaka pamiątkowa
Od 20 maja 1922 oficerom i żołnierzom mogły być nadawane odznaki pamiątkowe artylerii konnej, wspólne dla wszystkich dywizjonów. Odznaka miała kształt krzyża maltańskiego o ramionach pokrytych emalią białą z pozłacanymi datami 1809 i 1918. Na środek krzyża nałożony został orzeł srebrny, oksydowany, w koronie pozłacanej, trzymający w szponach pozłacane, skrzyżowane lufy armatnie z gorejącą bombą. Pod lufami proporczyk emaliowany artylerii konnej, czarno-amarantowy (od 1926 czarno-szkarłatny).
Święto dywizjonu
Święto dywizjonu obchodzono 1 września.
Barwy artylerzystów konnych
| Osobne artykuły: Barwy jednostek kawalerii i barwy broni i służb Wojska Polskiego . |                                                                         |
| Grafika                                                                             | Opis                                                                    |
|                                                                                     | Łapka ciemnozielona, wypustka karmazynowa                               |
|                                                                                     | Od 14 lipca 1920 proporczyk czarno-amarantowy                           |
|                                                                                     | Od 4 sierpnia 1927 proporczyk czarno-szkarłatny                         |
|                                                                                     | Otok na czapkach – czarny (oficerowie aksamitny, szeregowi sukienny)    |
|                                                                                     | Spodnie długie ciemnogranatowe, lampasy amarantowe, wypustka amarantowa |
| Naramiennik                                                                         | numer porządkowy dywizjonu „2”                                          |

Żurawiejki
| Osobny artykuł: Żurawiejka .                                              |                                               |
| Atmosfera to jest zgubna że się strzela, kto jest z Dubna                 | A nasz dak numer dwa każda panna w Polsce zna |
| po każdej zwrotce: Lance do boju, szable w dłoń bolszewika goń, goń, goń! |                                               |

## Konni artylerzyści z Dubna
Dowódcy dywizjonu
- mjr / ppłk art. Edward Robakiewicz[43] (30 VIII 1919 – 12 III 1929[44])
- ppłk art. Tadeusz Bogdanowicz (22 III 1929[45] – 31 VIII 1931[46])
- ppłk art. Adam Sawczyński (1 IX 1931 – 1934[47])
- ppłk dypl. Jerzy Aleksander Zawisza (1934 – IV 1937)
- ppłk dypl. Marian Jasiński (IV 1937 – XI 1938)
- ppłk art. Jan Olimpiusz Kamiński (XI 1938[48] – IX 1939)

Oficerowie i żołnierze dywizjonu

### Kawalerowie Virtuti Militari
Żołnierze dywizjonu odznaczeni Krzyżem Srebrnym Orderu Virtuti Militari za wojnę 1918-1920:
1. wchm. Feliks Broniewicki
2. plut. Józef Czarnecki
3. plut. Aleksander Goczkowski
4. por. Witold Gorecki
5. kan. Piotr Kamiński
6. plut. Edward Lisiecki
7. mjr Stefan Maleszewski
8. bomb. Tadeusz Peretjatkowicz
9. plut. Mikołaj Precz
10. plut. Feliks Trapszo
11. kpt. Konstanty Ważyński
12. plut. Eugeniusz Zanulewicz

Żołnierze dywizjonu odznaczeni Orderem Wojennym Virtuti Militari za kampanię wrześniową 1939 roku. Dodatek do rozkazu pochwalnego dowódcy Armii "Łódź" i "Warszawa" z dnia 13 września 1939 roku dla Wołyńskiej Brygady Kawalerii. Gen. dyw. Juliusz Rómmel nadał niżej wymienionym żołnierzom Order Virtuti Militari odpowiednich stopni:
- Krzyżem Złotym – ppłk Jan Olimpiusz Kamiński
- Krzyżem Srebrnym

1. śp. kpt. Ryszard Kwiryn Kawecki
2. kpt. Mieczysław Sokołowski
3. kpt. Józef Stojewski-Rybczyński
4. por. Mieczysław Ostrowski
5. por. Stanisław Pokorny
6. por. Kazimierz Wakalski
7. ppor. Kazimierz Andruszewski
8. ppor. rez. Kamil Kazimierz Józef de Pourbaix
9. plut. pchor. Zdzisław de Pourbaix
10. ogn. Władysław Bubka
11. ogn. Stanisław Szymanik
12. ogn. Zygmunt Nestorowicz
13. ogn. Stanisław Dziadosz
14. plut. Stanisław Markiewicz
15. śp. kpr. Alfred Żurowski
16. śp. kpr. Stanisław Krepski
17. śp. kpr. Konstanty Kasjanczuk
18. śp. kpr. Jan Żołnierz
19. kpr. Eugeniusz Zych
20. bomb. Konstanty Bieniuk
21. kan. Paweł Ochab
22. kan. Józef Rzeczułko

### Żołnierze dywizjonu – ofiary zbrodni katyńskiej
Biogramy zamordowanych znajdują się na stronie internetowej Muzeum Katyńskiego
| Nazwisko i imię               | stopień              | zawód         | miejsce pracy przed mobilizacją | zamordowany |
| ----------------------------- | -------------------- | ------------- | ------------------------------- | ----------- |
| Aziukiewicz Aleksander        | porucznik rezerwy    | mierniczy     |                                 | Charków     |
| Chrzanowski Edward            | podporucznik rezerwy |               |                                 | Katyń       |
| Dworakowski Jerzy             | podporucznik rezerwy | absolwent UAM |                                 | Katyń       |
| Kampioni (Campioni) Konstanty | podporucznik rezerwy | leśnik        | Nadleśnictwo Lubomi             | ULK         |
| Makomaski Antoni              | podporucznik rezerwy |               | wł. majątku Medwedowce          | Charków     |